# Philip Jeck
Philip Jeck (1952 – 25 marzo 2022) è stato un artista e musicista inglese.
Attivo nelle arti sonore e visive, Jeck si è contraddistinto con una musica sperimentale per giradischi dalla vena "elegiaca e persino funerea". È stato paragonato a Christian Marclay e David Shea; si è inoltre ispirato alla tecnica scratch del DJ Walter Gibbons.

## Biografia
Studiò arti visive al Dartington College of Arts negli anni settanta e si cimentò nelle arti visive e sonore a partire dai primi anni ottanta, periodo in cui iniziò a sfruttare i giradischi come mezzo compositivo. Ebbe il suo primo momento di notorietà con la performance Vinyl Requiem del 1993, in cui adoperò 180 giradischi, dodici proiettori per diapositive e due proiettori cinematografici. L'artista ricevette diversi premi: nel 2009 vinse un riconoscimento da parte della Paul Hamlyn Foundation mentre il suo album Suite, uscito nello stesso anno, ottenne una menzione d'onore al Prix Ars Electronica. Creò installazioni artistiche in tutto il mondo. Fra gli artisti con cui collaborò si contano Gavin Bryars, Otomo Yoshihide, Christian Fennesz, Jaki Liebezeit, David Sylvian, Jah Wobble e Steve Lacy.

## Discografia parziale
- 1995 – Loopholes
- 1999 – Surf
- 2000 – Vinyl Coda I-III
- 2001 – Vinyl Coda IV
- 2002 – Viny'l'isten (con Claus van Bebber)
- 2002 – Stoke
- 2002 – Soaked (con Jacob Kirkegaard)
- 2003 – Host
- 2003 – 7
- 2004 – Songs for Europe (con Janek Schaefer)
- 2007 – The Sinking of the Titanic (con Gavin Bryars e Alter Ego)
- 2008 – Sand.
- 2009 – Suite: Live in Liverpool
- 2010 – An Ark for the Listener
- 2015 – Cardinal
- 2017 – Iklectik